# Депортіво Арменіо
«Депортіво Арменіо» (ісп. Club Deportivo Armenio) — аргентинський футбольний клуб, заснований 2 листопада 1962 року емігрантами із Вірменії, що базується в містечку Інхеньєро Машвіц (ісп. Ingeniero Maschwitz) або просто Машвіц, муніципалітет Ескобар, провінція Буенос-Айрес. 

## Історія
Найвищим досягненням клубу є перемога в Прімері В Насьйональ, другому по силі дивізіоні Аргентини, що датується 1987 роком. В тому році команда не програвала 37 матчів підряд, завдяки чому і вийшла вперше в своїй історії в Прімеру А Насьйональ, заодно встановивши рекорд по кількості непрограних матчів серед аргентинських клубів. Рекорд тримався довгі 12 років і був побитий аж в 1999 році славнозвісною «Бокою».
Команда протрималася в еліті аргентинського футболу недовго, вилетівши назад в Прімеру В за результатами сезону 1988/1989. З тих пір команда весь час мандрує між другим і четвертим по силі дивізіонами Аргентини, граючи з перемінним успіхом, проте в елітний дивізіон вона більше не поверталась.

## Клубні кольори
При заснуванні клуб обрав собі білий та чорний кольори, які символізували чистоту вірменського народу і скорботу за жертвами геноциду вірмен 1915 року. Декілька перших сезонів команда грала в цих кольорах, проте керівництво клубу вирішило змінити чорний колір на зелений, щоб більше виділятися серед інших команд яскравістю форми та емблеми.
Довгий час саме зелений колір був головним для команди. Так було до тих пір, поки ВРСР не вийшла зі складу СРСР і не заявила про створення незалежної Вірменії у 1991 році. Клуб вирішив знову змінити імідж та вбрався у кольори прапору новоствореної держави ― червоний, синій та помаранчевий.

## Виробники форми
- 1962-1985 ― Athleta
- 1985-2000 ― Puma
- 1993-???? ― Topper [Архівовано 16 квітня 2021 у Wayback Machine.] (виготовляв футболки)
- 2000-2005 ― LAG
- 2005-???? ― Kappa
- ????-н.ч. ― Lyon